# Серпій будячковий
Серпій будячковий, серпій будяковий (Serratula cardunculus) — вид рослин з родини айстрових (Asteraceae), поширений у Євразії від України до півночі Китаю.

## Опис
Багаторічна рослина 10–50 см заввишки. Кореневище повзуче, коротке, кремезне Рослина темно-зелена, сизувата. Стебла лише вгорі по ребрах розсіяно-дрібно-щетинисті. Прикореневі й нижні стеблові листки довгасто-еліптичні, цілісні, цілокраї або в нижній частині зазубрені, по краях пильчато-жорсткі; середні стеблові листки перисто-надрізані нижче середини; верхівкові — дрібні, лінійно-ланцетні, трохи повстяні-павутинисті. Квіткова голова одиночна, на верхівці стебла, рідко 2–7 на бічних гілках; приквітки жовто-зелені або з коричневою плямою на кінчику: внутрішні приквітки лінійні, середні — яйцювато-ланцетні, зовнішні дужки яйцюваті, загострені. Квітки однакові, двостатеві, віночок бузково-рожевий. Сім'янки завдовжки 4 мм, тонко-ребристі. 

## Поширення
Поширений у Євразії від України до півночі Китаю.
В Україні вид зростає на солонцях — у Степу (Дніпропетровська обл., Запорізька обл.), дуже рідко.